# Ève Curie
Ève Denise Curie Labouisse (Párizs, 1904. december 6. – New York, 2007. október 22.) francia és amerikai újságíró, zenekritikus, haditudósító, író, diplomata. Marie és Pierre Curie második gyermeke, Irène Joliot-Curie húga.

## Pályafutása

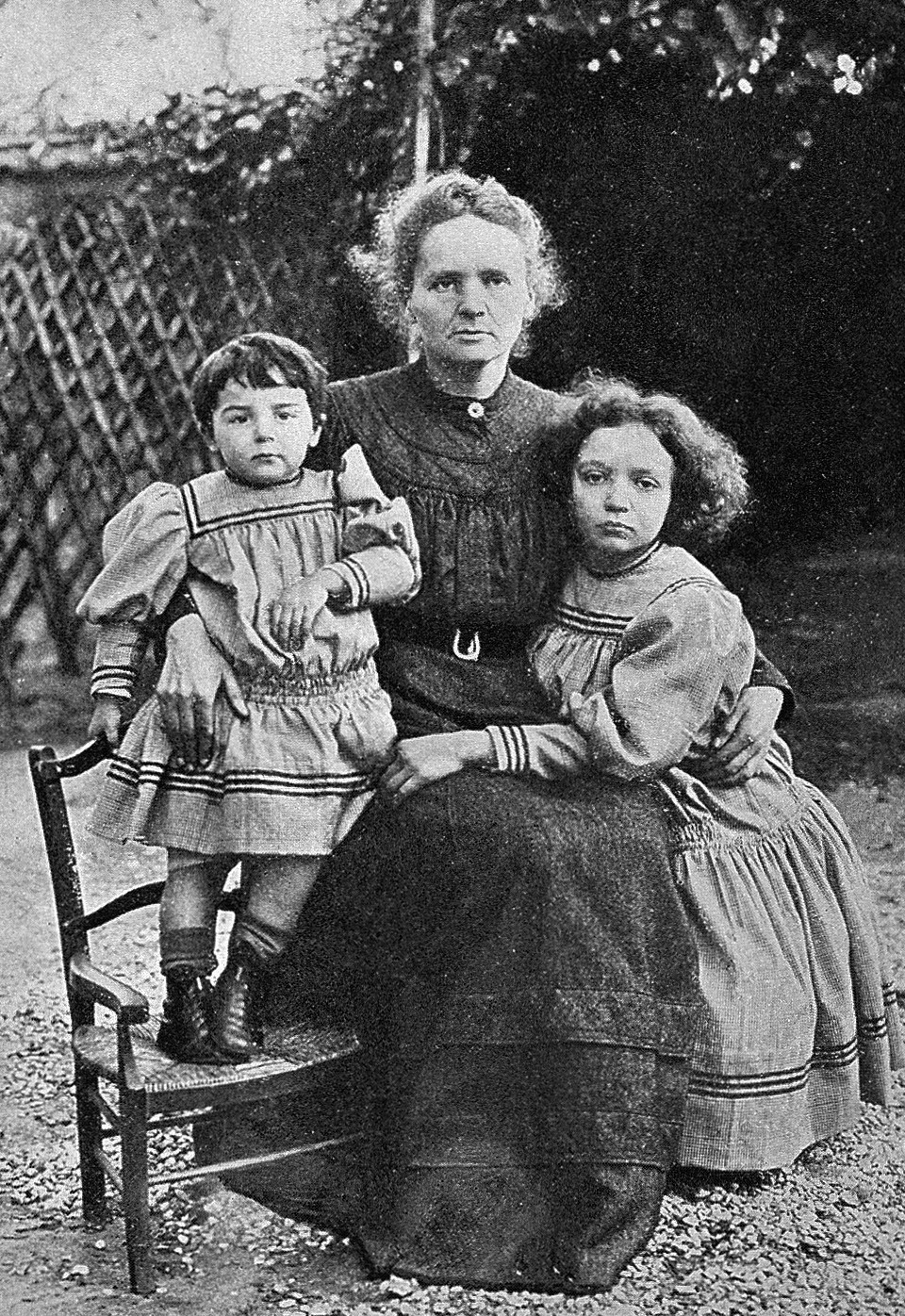
Ève, Irène és Marie Curie 1908-ban

A balesetben elhunyt édesapjára egyáltalán nem emlékezett. Gyermekkorát Párizs és Bretagne között töltötte, arcoust-i házukban a korszak számos nagy tudósa fordult meg. A Curie házaspár kisebbik lányát nem érdekelték a tudományok, zenével és irodalommal foglalkozott. Ignacy Jan Paderewskinél tanult zongorázni, 21 évesen koncerteket adott Franciaországban és Belgiumban. A sajtó is felfigyelt előadásaira. Rájött, hogy soha nem lesz virtuóz előadóművész, ezért abbahagyta a koncertezést. Később zenekritikákat írt francia lapokban. Baráti köréhez tartozott Arthur Rubinstein és Colette.
1921-ben elkísérte édesanyját az egyesült államokbeli körútra. Marie Curie 1934-ben meghalt. Egy amerikai kiadó kérésére megírta édesanyja élettörténetét. A könyv 1937-ben jelent meg, és elnyerte a Nemzeti Könyvdíjat életrajz kategóriában. 1943-ban a Metro-Goldwyn-Mayer megfilmesítette a könyvet, Greer Garson alakította Marie Curie-t.
1940. február 12-én a Time magazin címlapján Ève fényképe volt látható.
A compiègne-i fegyverszünet másnapján, június 23-án Ève Bordeaux-ból Londonba hajózott Charles de Gaulle tábornokhoz. Csatlakozott a francia ellenálláshoz. 1941-ben a Vichy-kormány megfosztotta állampolgárságától. Londonból az Egyesült Államokba utazott, hogy újságíróként harcoljon a nácizmus ellen. A New York Herald Tribun közölte cikkeit. A Herald Tribune Syndicate és a londoni Allied Newspapers Limited elküldték a hátországokba, és azokba az országokba, ahol a háború már megkezdődött. 1941 novemberében repült Afrikába. Randolph Churchill segítségével egészen közel juthatott Líbiában a sivatagi hadszíntérhez, ahol a brit csapatok harcoltak a németek és olaszok ellen. Járt Libanonban, a Szovjetunióban és Burmában. 1942-ben a fiatal Mohammad Reza Pahlavi iráni sahhal is találkozott. Kínában interjút készített Csou En-lajjal, Csang Kaj-sekkel, és Szun Jat-szen özvegyével. Riportjait, külpolitikai elemzéseit A Journey among the Warriors címmel adta ki 1943-ban az Egyesült Államokban és Angliában, és amelyet Pulitzer-díjra jelöltek.
Azután visszatért Angliába, belépett a Szabad Franciaország önkéntes női katonai egységébe. Megsebesült az olasz fronton, részt vett a Dragoon hadműveletben Diego Brosset tábornok összekötő tisztjeként. Ő biztosította a kapcsolatot az 1. és a 2. páncélos hadosztály között. Jean de Lattre de Tassigny tábornagy és de Gaulle tábornok elismerésben részesítették.
A háború végén Philippe Barrès íróval elindította a Paris-Press napilapot. 1952-ben Hastings Ismay NATO főtitkár szaktanácsadójává nevezték ki. Ő volt az egyetlen nő a francia és a nemzetközi diplomáciában, aki ilyen stratégiai jelentőségű beosztásban dolgozott. Nagy szerepe volt a NATO stratégiájának kidolgozásában a hidegháború idején.
1954-ben férjhez ment Henry Labouisse amerikai diplomatához, aki a Marshall-terv keretében dolgozott Franciaországban, és az UNICEF főigazgatója volt 1965 és 1979 között.

## Magyarul
- Madame Curie; ford. Just Béla; Révai, Bp., 1938
- Madame Curie; ford. Just Béla, Rába György; Művelt Nép, Bp., 1955